# Prado (La Vega)
Prado (llamada oficialmente Santo Estevo de Prado) es una parroquia y un lugar del municipio español de La Vega, en la provincia de Orense, Galicia.

## Toponimia
La parroquia también es conocida por los nombres de San Esteban de Prado y San Estevo de Prados.

## Organización territorial
La parroquia está formada por una entidad de población:
- Prado

## Demografía
Gráfica demográfica del lugar y parroquia de Prado según el INE español:
| Gráfica de evolución demográfica de Prado entre 2000 y 2023 |
|                                                             |
| Datos según el nomenclátor publicado por el INE.            |